# Adyar Library

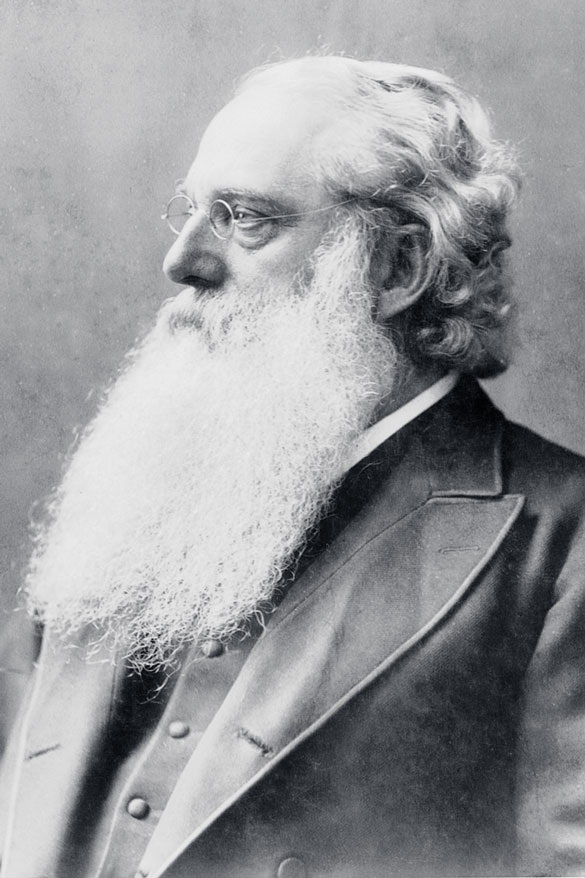
Henry Steel Olcott gründete 1886 die Adyar Library

Die Adyar Library and Research Centre (Adyar Bibliothek und Forschungszentrum) ist eine 1886 vom Theosophen Henry Steel Olcott gegründete Bibliothek. Sie befindet sich auf dem Gelände der Theosophischen Gesellschaft Adyar (Adyar-TG) in Adyar, einem Vorort von Chennai in Indien.

## Geschichte
Henry Steel Olcott eröffnete die Adyar Library am 28. Dezember 1886. Die kleine private Sammlung Olcotts, bestehend aus etwa 200 Büchern in 24 Sprachen, bildete den Grundstock der damals Library Olcott genannten Bibliothek. Auf seinen ausgedehnten Reisen durch Ost-, Südost- und Südasien erwarb Olcott in den folgenden zwei Jahrzehnten zahlreiche, oft seltene Werke asiatischer Kulturen, Religionen und Philosophien. Nach Olcotts Tod 1907 setzten andere Theosophen die Aufbauarbeit fort, dazu kamen eine Reihe von Schenkungen an die Adyar Library und die Theosophische Gesellschaft. Heute besteht die Bibliothek aus etwa 250.000 Bänden und 20.000 Palmblattschriften. Auf dem Gebiet der Orientalistik zählt die Adyar Library zu den wichtigsten Bibliotheken der Welt. Naturgemäß wird auch dem Themengebiet der Theosophie breiter Raum gewidmet.
Ursprünglich im Hauptquartier der Theosophischen Gesellschaft Adyar (Adyar-TG) situiert, zog die Adyar Library 1966 in ein eigenes, von Nilakanta Sri Ram errichtetes Gebäude, das The Adyar Library Building am Gelände der Adyar-TG. In einem öffentlich zugänglichen Museum werden alte Bücher und Manuskripte ausgestellt. Die Adyar Library dient auch als Postgraduate-Studienzentrum für Sanskrit und Indologie der University of Madras.
Die Bibliothek befindet sich im Besitz der Adyar-TG und finanziert sich durch Spenden, die meisten Tätigkeiten werden von unbezahlten freiwilligen Helfern ausgeführt, in der Regel Mitglieder der Adyar-TG. Die University of Chicago bemüht sich um die Bestandserhaltung alter Schriften in der Adyar Library durch Mikroverfilmung.
Seit 1937 erscheint die von Kunhan Raja initiierte Zeitschrift Brahmavidya The Adyar Library Bulletin.